# 赫克托 (紐約州)
赫克托（英語：Hector）是一個位於美國紐約州斯凱勒縣的鎮。

## 人口
根據2020年美國人口普查的數據，赫克托的面積為291.59平方千米，當中陸地面積為265.13平方千米，而水域面積為26.46平方千米。當地共有人口4916人，而人口密度為每平方千米17人。